# Ermita de San Juan (Marquínez)
La ermita de San Juan está situada en el concejo de Marquínez, en el municipio de Bernedo (Álava, España).
Muy próxima a la localidad, hacia el noroeste, en la dirección de Arlucea, se encuentra la peña del Castillo, entre blanquecinas masas rocosas que parecen emerger del suelo y en las que se ubican numerosas grutas u oquedades artificiales.
Junto a ella se aprecia la silueta inconfundible de una ermita románica, la de San Juan, uno de los más hermosos monumentos alaveses. Se conoce su fecha de construcción por la inscripción existente en la fachada sur, junto a la portada. Según la citada placa, se construyó en el año 1226.
Delante del edificio encontramos una plataforma de acceso, en la que se han colocado varias cruces que, en su día, estaban distribuidas en el camino entre la localidad y la ermita.

## Descripción
El edificio presenta, exteriormente, tres volúmenes bien definidos. El principal, construido exteriormente en sillería es de planta rectangular, con la cubierta a dos aguas y la portada en el centro de la fachada sur.
En el testero este se localiza el ábside, semicircular, más bajo, con cubierta cónica. Entre uno y otro se encuentra un volumen intermedio, tanto en anchura como altura, que supone una prolongación de la zona del presbiterio. Hay dos medias columnas adosadas al ábside que llegan hasta el alero. La cornisa es sin decoración y los canecillos muy sencillos. A media altura se encuentra una imposta ajedrezada que llega hasta la portada del muro sur
La portada es un arco ligerísimamente apuntado sobre tres pares de columnas con basas de garras. Los capiteles son de hojas de acanto y rostros humanos entre follaje. Tiene tres arquivoltas separadas por gruesos baquetones y ornamentadas, una con hojas de acanto, otra con tallos curvados y otra con guirnalda entrelazada y óvalos. El tejado del volumen de portada presenta una cornisa ajedrezada y canecillos lisos.

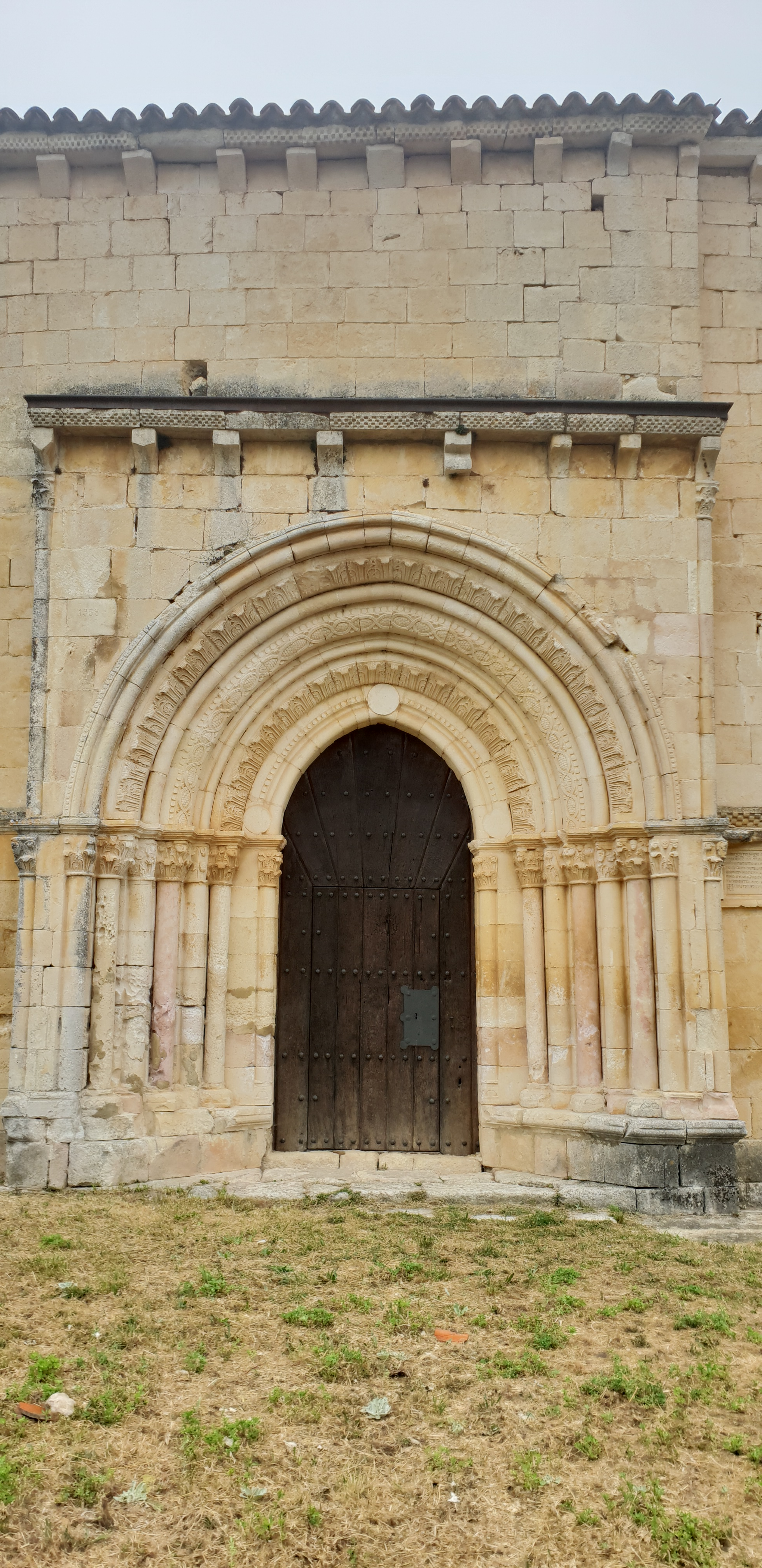
Detalle del Pórtico

Las ventanas situadas al sur, junto a la portada y al presbiterio, están compuestas por tres pares de columnas exentas con capiteles de acanto. Arcos de medio punto, con arquivoltas baquetonadas, las conforman. La del cabecero se encuentra decorada, en su arquivolta central, con hojas de acanto. La ventana del ábside, aunque parecida, presenta solo dos pares de columnas.

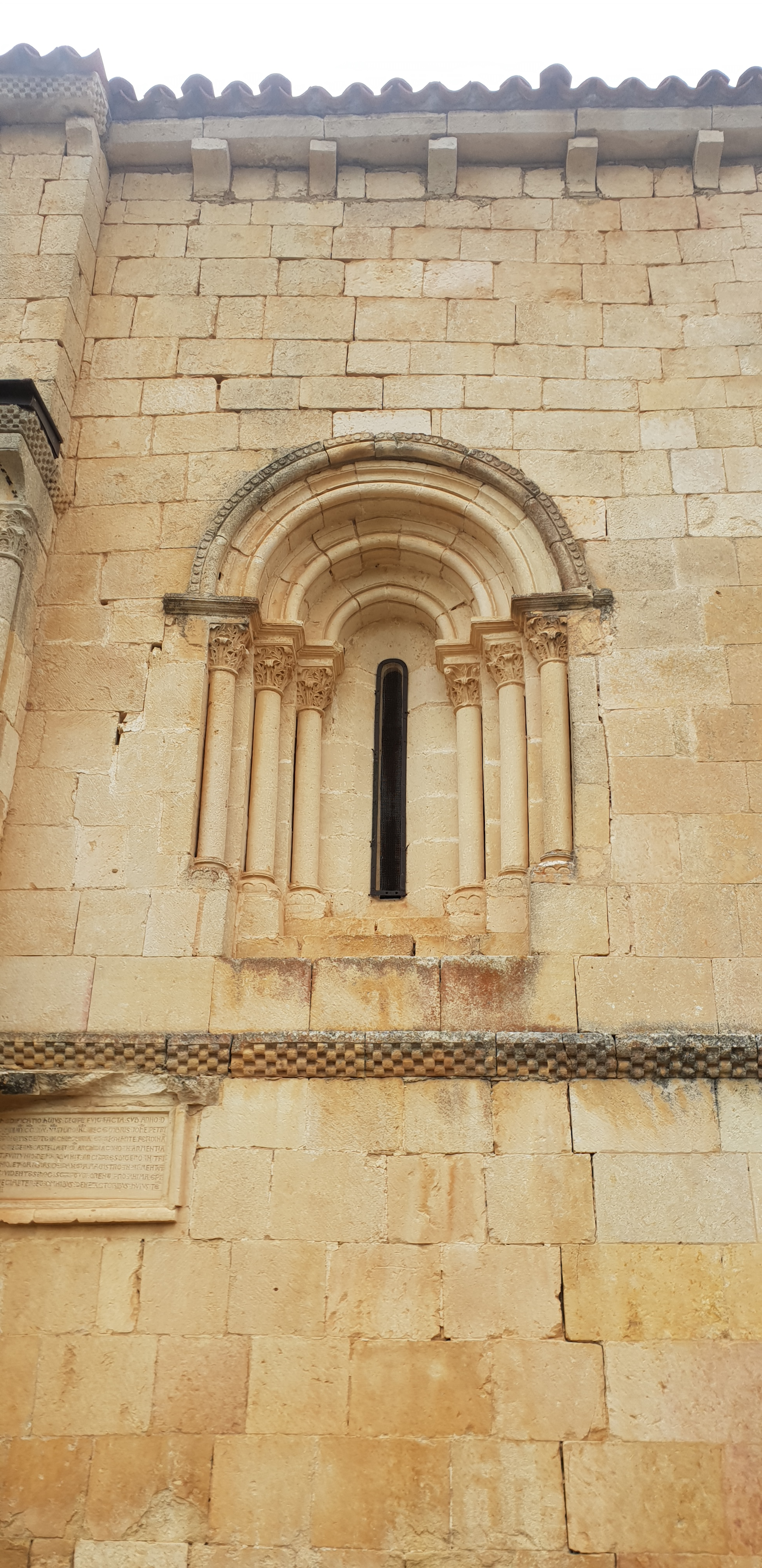
Detalle de las ventanas y del friso escacado

En el oeste encontramos dos ventanas altas, muy abocinadas, que se apean en baquetones con imposta corrida a modo de capitel, decorada con elementos florales, cabezas humanas y animales.
El interior, en la nave principal, se encuentra cubierto por bóvedas de cañón, de tres tramos apuntados. El arco toral del cabecero se apoya sobre dos medias columnas. La bóveda del ábside arranca de una cornisa lisa, existiendo, además, otra a media altura ajedrezada.
Además de las ventanas que se ven desde el exterior, a ambos lados del presbiterio, hay dos nichos con arcos gemelos de medio punto.